# Brussels (Ontario)
Koordinaten: 43° 45′ N, 81° 15′ W
Brussels ist ein Dorf im kanadischen Huron County (Ontario). Ursprünglich wurde es Ainleyville genannt, aber in den 1870er Jahren umbenannt, als ein Nebenzweig der Grand Trunk Railway, von Guelph ausgehend, durch das Dorf verlief. Brussels liegt 10 Kilometer nördlich von Seaforth und wurde 1855 von William Ainley gegründet.
Das Dorf hatte 2001 1143 Einwohner und wurde am 1. Januar 2001 in die Gemeinde Huron East eingeschlossen.
Im späteren 19. Jahrhundert verfügte Brussels über eine Poststation, eine Mehl- und eine Getreidemühle, ein Sägewerk, einen Haarsalon und eine Windfege.

## Persönlichkeiten der Stadt
- Harry Dean Ainlay, ehemaliger Bürgermeister von Edmonton
- Allan Blair (1900–1948), Mediziner und Professor